# والتر بيترسون
والتر بيترسون (بالإنجليزية: Walter Peterson)‏ هو لاعب هوكي الحقل أيرلندي، (و. 1883  م).

## وصلات خارجية
- والتر بيترسون على موقع أوليمبيديا (الإنجليزية)